# MagneRide
MagneRide® або Magnetic Ride Control (MRC) — торгова та повна назва автомобільної активної підвіски з магнітореологічними амортизаторами, розробленої компанією Delphi Automotive у період, коли вона була дочірнім підрозділом компанії General Motors (GM), що використовує магнітно керовані амортизатори у своїх автомобілях для забезпечення високої адаптивності керування автомобілем. З 2009 року торгова марка «MagneRide®» належить компанії BWI Group. На відміну від традиційних систем підвіски, «MagneRide» не має механічних клапанів рухомих частин, пов'язаних з ними, які можуть зношуватися. Ця система складається з чотирьох однотрубних амортизаторів, по одному на кожному куті автомобіля, набору датчиків і ECU (електронного блоку керування) для підтримки роботи системи.

## Будова і принцип роботи
Амортизатори заповнені магнітореологічною рідиною, колоїдною сумішшю магнітних частинок заліза в синтетичній вуглеводневій оливі. У кожному з однотрубних амортизаторів є поршень, що містить дві електромагнітні котушки і два невеликі канали рідини через поршень. Електромагніти здатні створювати змінне магнітне поле в каналах рідини. Коли магніти вимкнені, при роботі підвіски рідина без перешкод рухається через канали. Коли магніти вмикаються, частинки заліза в рідині створюють волокнисту структуру через проходи в тому ж напрямку, що й магнітне поле. Наявність зв'язків між намагніченими частинками заліза призводить до збільшення ефективної в'язкості магнітореологічної рідини, що обумовлює зростання жорсткості підвіски. Зміна сили струму призводить до миттєвої зміни сили на поршні. Якщо датчики виявляють будь-який крен кузова, вони передають інформацію в ECU. Електронний блок керування компенсує це, змінюючи силу струму на електромагнітах відповідних амортизаторів.

## Відмінні ознаки
- Забезпечується контроль демпфування при низьких швидкостях руху.
- Здатність відпрацьовувати по заданій кривій «сила-швидкість».
- Висока швидкість реакції системи на зміну умов роботи.

## Історична довідка
Перше покоління системи «MagneRide» було створено Delphi Corporation у період, коли вона була дочірньою компанією General Motors (GM), і її дебют відбувся у травні 2002 на Cadillac Seville STS. Першим спортивним автомобілем, який використав цю технологію, був Chevrolet Corvette C5 2003 року. Поршень всередині цих амортизаторів містив одну електромагнітну котушку.

## Модернізації
Покоління II «MagneRide» продовжувало використовувати одну електромагнітну котушку всередині поршня амортизатора. Зміни в порівнянні з попереднім поколінням полягали у вдосконалені конструкції ущільнень та підшипників, щоб розширити їх застосування на важчих автомобілях і позашляховиках Найбільш помітних вдосконалень в новій системі зазнали ECU та котушки електромагнітів. ECU став меншим, легшим і потужнішим.
Законодавча вимога щодо безсвинцевих ECU змусила BWI Group (якій з 2009 став належати відділ шасі компанії Delphi) переробили свій блок керування для третього покоління. Оскільки вони не могли використовувати свинець, фахівці BWI Group розробили свій новий ECU з нуля. Новий і покращений ECU мав втричі більшу обчислювальну потужність, ніж попередня версія, а також у десять разів більше пам'яті. Він також мав більше можливостей для налаштувань.

### Подвійні котушки
У третьому поколінні було встановлено подвійну електромагнітну котушку в поршні амортизатора, що покращувало реакцію на вимкнення. З однією електромагнітною котушкою була невелика затримка від моменту, коли ECU вимкнув струм, до моменту, коли демпфер втратив своє магнітне поле. Це було спричинено вихровим струмом, в електромагніті. Конструкція BWI значно зменшила цю затримку завдяки своїй системі подвійної котушки. Дві котушки намотані в протилежних напрямках одна відносно одної нейтралізували вихрові струми. Система з подвійною котушкою ефективно усунула затримку, забезпечивши швидку реакцію системи підвіски.

## Застосування
«MagneRide» встановлювалась на багатьох моделях автомобілів, що випускались підприємствами концерну General Motors, початок яким поклали Cadillac Seville STS (2002) і C5 Corvette (2003). А тепер використовується як стандартна підвіска або опційно на багатьох моделях від Cadillac, Buick, Chevrolet тощо. Її також можна зустріти на деяких моделях авто від Holden Special Vehicles, Ferrari, Ford та Audi.
Конкретні застосування
- Buick Lucerne[en] у версіях: CXS та Lucerne Super;
- Chevrolet Camaro у версіях ZL1 (2012–) та SS (2016–) в опійному варіанті;
- Chevrolet Corvette C5: стандартне оснащення у версії 2003 50th anniversary model, опційне оснащення у 2003—2004 модельних роках[10]
- Chevrolet Corvette C6: опціонально в комплектації купе, починаючи з 2005 і в комплектації з жорстким дахом (Z06), починаючи з 2012 модельного року; стандартне оснащення на C6 ZR1;
- Chevrolet Corvette C7: опційне встановлення у комплектації Z51 і стандартне у варіантах комплектації Z06 та ZR1;
- Holden Commodore (VF) (2015—2017)
- Cadillac XLR і Cadillac XLR-V (2004—2009) стандартна опція для всіх моделей
- Cadillac ATS і Cadillac ATS-V (2013–): стандартно в опійному пакеті 3.6L або2.0T;
- Cadillac CT4-V (2020–): стандартно для версії CT4-V;
- Cadillac CT5-V (2020–): стандартно для четвертого покоління «Magnetic Ride Control»[11];
- Cadillac CTS і Cadillac CTS-V (2009–) («Magnetic Ride Control»)[12];
- Cadillac CT6 (2016–): стандартно для комплектації Platinum, опційно для інших моделей крім PHEV;
- Cadillac Escalade (2008-): стандартно;
- Cadillac SRX (2004–09): стандартно з опційним пакетом Performance або Premium;
- Cadillac DTS (2006–11): стандартно з опційним пакетом Performance або Premium;
- Cadillac STS (2005–11): стандартно для Northstar V8[en] і опційно для комплектації 1SG.
- Cadillac Seville STS (2002–03): дебютне застосування «MagneRide», як заміна Continuously Variable Road-Sensing Suspension (CVRSS).
- GMC Sierra (для версії Denali) (2018-)
- GMC Yukon і Yukon XL (версія LTZ) (2015-)
- Ford Mustang (шосте покоління) (2018–): опція у варіанті Performance Package (2018—2019); стандартно у комплектації Handling, стандартно у варіанті High Performance Package(2020–)[13][14]
- Ford Mustang GT (шосте покоління) (2018–): опція у варіанті Performance Package, стандарт у Performance Package Level 2[13][14]
- Ford Mustang Bullit (шосте покоління) (2018–): опція[13][14]
- Ford Mustang Shelby GT350 (2015–) і Shelby GT500 (2020–): стандартна комплектація[13][14]
- Ford Mustang Mach-E (2021–): GT Performance Edition[15]

- HSV Senator[en]
- HSV GTS[en]
- HSV W427[en]
- Acura MDX (друге покоління)[16]
- Acura ZDX[16]
- Acura NSX
- Audi TT («Magnetic Ride»)
- Audi S3 («Magnetic Ride»)
- Audi R8[17]
- Land Rover Discovery Sport
- Land Rover Range Rover Evoque[18]
- Ferrari 599 GTB Fiorano
- Ferrari F12berlinetta
- Ferrari California
- Ferrari FF
- Ferrari 458 Italia
- LaFerrari
- Ferrari Roma
- Lamborghini Aventador